# Murshid
Murshid (arabe : مُرْشِد, « guide »), ou Murād (مُرَاد), est un mot qui désigne souvent les maîtres spirituels dans le soufisme. Le disciple s'appelle, lui, murīd (arabe : مُريد), c'est-à-dire aspirant à la connaissance mystique. Dans l'alévisme, murshid correspond au rang de dede ou chef spirituel.

## Étymologie
« Murshid » est un terme qui dérive de la racine « ر ش د », qui porte l'idée de « suivre la bonne direction, le bon chemin » et encore d'« être bien dirigé ». Dans cette même racine, on trouve le mot rashîd, qui signifie « réfléchi, raisonnable, sensé ». Enfin, la forme verbale 'arshada signifie « conseiller, diriger, guider, enseigner » et celui qui fait cela est un murshid, donc un « conseiller, pilote, guide ».

### Autres dénominations
On trouve aussi, pour désigner le guide spirituel dans le soufisme, les mots murâd (au sens de « celui qui est désiré » par celui qui désire, c'est-à-dire le murîd). Mais ce guide spirituel est aussi connu sous le nom de pir (en persan : پیر) ou de shaykh (en arabe : شَيْخ), autrement dit d'« ancien » et par là « directeur spirituel »,. On emploie aussi en Asie du Sud, en particulier dans les confréries Chistiyya et Naqshbandiyya, le mot khawdja.

## Caractéristiques
Murshid est le nom généralement donné aux maîtres ou guides spirituels dans le soufisme. Le disciple est appelé murid (arabe : مُريد ()), l'aspirant, l'adhérent. Le terme murshid est courant dans les confréries soufies soufis telles que la Qadiriyya, la Chishtiya, la Shadhiliya ou encore la Suhrawardiya. Le chemin du soufisme commence lorsqu'un étudiant (murid) prête serment d'allégeance ou bay'a (bai'ath) à un guide spirituel (murshid). Pour être effectif, ce pacte doit être accompagné par la récitation à voix haute de ce verset du Coran (Al-Fath, 10): « Ceux qui te [= Mahomet] font allégeance ne le font qu'à Dieu : c'est la main de Dieu qui se pose sur les leurs. »
Le murshid a pour rôle de guider spirituellement et d'instruire verbalement le disciple sur son chemin soufi, mais seul celui qui est arrivé au bout du chemin peut être un guide spirituel au sens plein du terme « murshid  ». Habituellement, un murshid est autorisé[Par qui ?] à être enseignant pour une tariqa (voie mystique). Toute tariqa soufie a un murshid, qui est en même temps le chef d'un ordre spirituel.
Au sein du soufisme, il s'agit de la transmission de la lumière divine du cœur du murshid à celui du disciple, lumière qui surpasse toute autre source de connaissance et constitue la seule manière de progresser directement vers le divin. Le concept de murshid est important dans la plupart des tariqas. Il suppose que de la forme de préexistence à la prééternité, il restera toujours un Qutb (en)(« pôle » ou « homme universel ») sur la Terre, qui serait la manifestation parfaite d'Allah, et suivrait les traces de Mahomet.